# مسجد آیت‌الله
مسجد آیت‌الله مربوط به دوره قاجار است و در کرمان، خیابان شریعتی، کوچهٔ برق واقع شده و این اثر در تاریخ ۱۹ اسفند ۱۳۸۰ با شمارهٔ ثبت ۴۸۹۴ به‌عنوان یکی از آثار ملی ایران به ثبت رسیده است.